# Residenztheater (Munich)

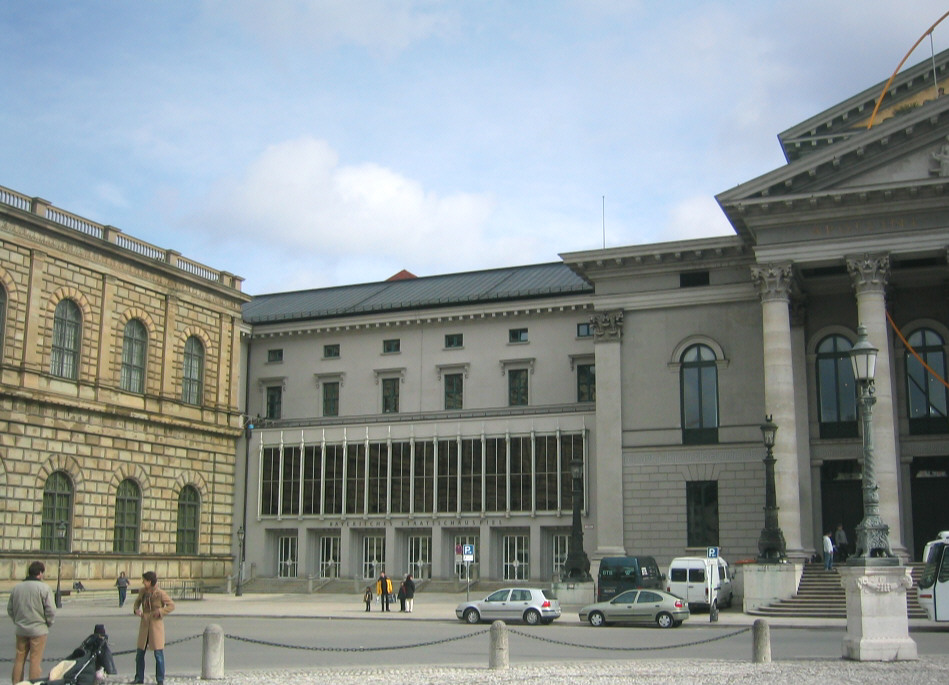
Residenztheater

Le Residenztheater ou Nouveau Théâtre de la Résidence (Neues Residenztheater ) est un théâtre de Munich  construit de 1950 à 1951 par Karl Hocheder.
La rénovation de 1981 par Alexander von Branca a supprimé la décoration réalisée dans le style typique du début des années 1950.

## Histoire
L'électeur de Bavière Maximilien III Joseph ordonne en 1751 de construire un nouveau théâtre à l'extérieur du palais après un incendie dans la salle Saint-Georges du palais de la Résidence qui avait servait de salle de théâtre.
Le théâtre est également détruit pendant la Seconde Guerre mondiale et remplacé par le Neues Residenztheater. La décoration de l'Alte Residenztheater ayant été récupérée, il est déplacé dans une aile de la Résidence et rouvre sous le nom de Théâtre Cuvilliés (aussi Alte Residenztheater).
Le théâtre de la nouvelle résidence abrite le théâtre d'État bavarois (Bavarian Staatsschauspiel), l'un des théâtres de langue allemande les plus importants au monde.

## Directeurs du Staatsschauspiel
- 1938 à 1945 : Alexandre Golling
- 1945 à 1948 : Paul Verhoeven
- 1948 à 1953 : Alois Johannes Lippl
- 1953 à 1958 : Kurt Horwitz
- 1958 à 1972 : Helmut Henrichs
- 1972 à 1983 : Kurt Meisel
- 1983 à 1986 : Frank Baumbauer
- 1986 à 1993 : Günther Beelitz
- 1993 à 2001 : Eberhard Witt
- 2001 à 2011 : Dieter Dorn
- 2011 à 2019 : Martin Kušej
- depuis 2019 : Andreas Beck